# ターヒル・ラージ・バシン
ターヒル・ラージ・バシン（Tahir Raj Bhasin、1987年4月21日 - ）は、インドのボリウッドで活動する俳優。

## 生い立ち
デリー出身で、弟が一人いる。父はインド空軍、母はインド工業連盟とアプテック、弟はキャセイパシフィック航空で働いており、父と祖父は共にインド空軍のパイロットを務めていた。ターヒルは学生時代に多くの課外活動に参加し、在学中はバスケットボールとダンス、演劇に取り組んだ。
13歳の時に演技の基礎を学び、15歳の時にバリー・ジョンの演技学校に入学する。成長後はヒンドゥー・カレッジに入学して政治学を専攻し、著名な舞台俳優のアーミル・ラザー・フセインとワークショップを行った。ターヒルはムード・インディゴに参加したことをきっかけに、俳優になることを決めた。その後はメルボルン大学に留学してメディア修士号を取得し、映画の歴史と哲学の論文を執筆した。18歳の時に国営ニュース製作会社で働き、キャンパス・トークショーの司会を務めた。23歳の時にムンバイに移住し、演技を学ぶかたわらモデルとして活動した。ターヒルは1年間演技研究所に通い、ボディランゲージと行動分析について研究した。2013年にはナシールッディーン・シャーが主催する夏季演技講座とヴァイストレーニング講座に参加している。

## キャリア
2012年に俳優デビューし、インド映画テレビ研究所製作の短編映画4本に出演し、同時にサムスングループとキャノンのテレビ広告にも出演している。同年10月にサンジャイ・カンドゥーリーの『Kismat Love Paisa Dilli』で映画デビューし、2013年にアビシェーク・カプールの『Kai Po Che!』に出演した。2014年1月にデーヴィカー・バーガットの『One by Two』に出演し、同年8月にはプラディープ・サルカールの『女戦士』で主要キャストに起用され、ラーニー・ムカルジーと共演した。ターヒルがカラン役は『ブレイキング・バッド』からインスピレーションを得たキャラクターで、批評家から演技を高く評価された。コイモイのモハル・バスはターヒルを「神の啓示」と評価し、ボリウッド・ハンガマのタラン・アダルシュは「ラーニー・ムカルジーのような力強い俳優と共演しても駆逐されない印象を残した」と批評している。同作の演技でターヒルはタイムズ・ホットリスト14悪役賞を受賞、スター・スクリーン・アワード 悪役賞を受賞、フィルムフェア賞 助演男優賞にノミネートされた。
2016年にアビナイ・デーオの『フォース2』でジョン・エイブラハム、ソーナークシー・シンハーと共演し、スター・スクリーン・アワード 助演男優賞にノミネートされた。ターヒルは『女戦士』『フォース2』での成功により、2017年にフォーブス・インディアの「フォーブス30アンダー30」の一人に選出され、同年にザ・タイムズ・オブ・インディアの「最も好まれる男性50人」の一人にも選出されている。2018年にナンディター・ダースの『マントー』でシャーム役を演じ、第71回カンヌ国際映画祭に出席した。2019年にニテーシュ・ティワーリーの『きっと、またあえる』で主要キャストに起用され、2020年にカビール・カーンの『83』でスニール・ガヴァスカール役を演じた。

## フィルモグラフィー

### 映画
- Kismat Love Paisa Dilli（2012年）
- Kai Po Che!（2013年）
- One by Two（2014年）
- 女戦士（2014年）[23][18]
- フォース2（英語版）（2016年）[24]
- マントー（英語版）（2018年）[25]
- きっと、またあえる（2019年）
- 83（2020年）

### ウェブシリーズ
- Timeout（2018年）[26]